# Балканський мовний союз
Балка́нський мо́вний сою́з (нім. Balkansprachbund, англ. Balkan Linguistic Union) — сукупність граматичних, синтаксичних, фонологічних та лексичних рис, що є спільними для мов Балканського півострова, які належать до різних гілок індоєвропейської сім'ї: албанської, грецької, романської та слов'янської.
Хоча кількість запозичених слів між балканськими мовами не дуже велика, їхня граматика демонструє надзвичайно високий ступінь подібності: наприклад, усі мови незалежно від походження тяжіють до аналітичного строю і використовують однакову систему відмінків.

## Історія

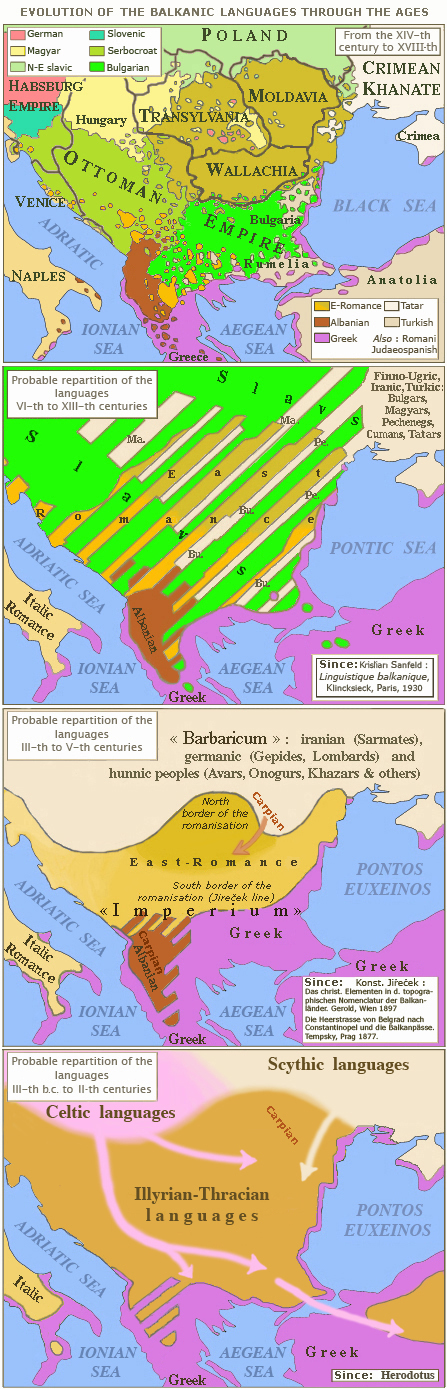
мови балканського півострова в різні історичні періоди.

Вперше помітив подібність граматик балканських мов словенський вчений Єрней Копітар у 1829 році, однак тільки у 1920-х—1930-х роках була розроблена загальна теорія цього явища; найбільший внесок у цю теорію був зроблений Густавом Вейгандом і Крістіаном Зандфельд-Єнсеном («Linguistique balkanique»), 1930).
Сам термін «балканського мовного союзу» започаткував в 1958 році румунський лінгвіст Александру Розетті.

## Мови
Мови, що демонструють спільні риси мовного союзу, належать до п'яти різних гілок індоєвропейської сім'ї:
- Албанської (албанська)
- Грецької (грецька)
- Індоіранської (ромська)
- Романської (румунська, арумунська, мегленорумунська, істро-румунська)
- Слов'янської (болгарська, македонська, сербохорватська — особливо її торлакійський діалект).

Але не всі мови демонструють однакову кількість спільних рис. Згідно з цім параметром вони були розділені на три групи:
1. Албанська, румунська, македонська і болгарська мови мають найбільшу кількість спільних рис.
2. Сербохорватська та грецька мови демонструють значно меншу кількість спільних рис.
3. Турецька мова демонструє лише деяку спільну лексику та використання умовного способу замість інфінітиву.

У 2000 році фінський лінгвіст Йоуко Ліндстед обчислив так званий «балканський фактор» — пропорційну кількість характерних рис мовного союзу, присутніх у даній мові. Він одержав такі результати:
- слов'янські мови — 11,5
- албанська — 10,5
- грецька та романські — 9,5
- ромська — 7,5.

З усіх досліджених мов цей фактор був найбільшим у македонській мові — 12,0.
Ще однією мовою, яка могла відчути вплив мовного союзу, була іудео-іспанська в тій формі, що нею користуються євреї-сефарди, які живуть на Балканах. Спільні з балканськими мовами риси (особливо ті, що пов'язані з системою часів дієслова) були скоріше за все запозичені з грецької.

## Теорії походження
Серед дослідників немає згоди у питанні про початкове джерело спільних рис мовного союзу і шляхи їхнього проникнення до інших мов; декілька теорій було запропоновано з цього приводу.

### Фракійська, дакська, іллірійська
Більшість цих рис відсутня у мовах, споріднених з тими, що входять до складу мовного союзу (романських та слов'янських), тому перші дослідники, зокрема й сам Копітар, вважали, що вони були успадковані від мов туземного населення регіону — фракійської, дакської, іллірійської тощо — які формують субстрат в усіх сучасних балканських мовах. Однак внаслідок браку докладних відомостей про ці мови зараз неможливо достеменно з'ясувати, чи були ці риси присутні у тих мовах.

### Грецька
Інша теорія, запропонована Крістіаном Зандфельдом у 1930 році, вважає, що Греція «завжди мала значно вищий за її сусідів рівень розвитку цивілізації», і тому грецька мова не могла запозичувати від них жодних лінгвістичних явищ; з цього робився висновок, що саме грецька повинна бути джерелом цих явищ, які розповсюдились з неї по всіх балканських мовах. Однак балканські риси відсутні у давньогрецьких діалектах; балканські інновації з'являються у грецькій мові вже після класичного і візантійського періодів. Окрім того, грецька мова є периферійною у мовному союзі, і не демонструє деяких важливих балканських рис, таких як постпозитивний артикль.

### Латино-романська
Римська імперія колись володіла усіма Балканами, і, можливо, саме місцевий різновид латини започаткував лінгвістичні явища, які потім створили субстрат у балканських мовах. Слабким місцем цієї теорії є те, що тільки деякі балканські риси можна знайти у інших романських мовах, і немає переконливих доказів того, що балканська латина розвивалася ізольовано достатньо довго, щоб усі балканські риси мали можливість в неї незалежно розвинутись.

### Теорія багатьох джерел
Найвизнанішою зараз є теорія, запропонована польським дослідником Збігневим Голобом, яка припускає, що не всі балканські риси походять з одного джерела, і що лінгвістична взаємодія між мовами була взаємною. Деякі риси можуть походити з латини, слов'янської чи грецької мови, інші, зокрема ті, що є спільними для румунської, албанської, македонської та болгарської мов, можуть бути пояснені субстратом, збереженим після романізації (у випадку румунської) чи слов'янізації (у випадку болгарської мови). Албанська піддавалася впливу з боку як латини, так і слов'янської мови, але зберегла багато своїх оригінальних властивостей.
Аргументом на користь цієї теорії є бурхлива історія Балканського півострова, під час якої групи населення часто були змушені пересуватись з місця на місце, опиняючись у іншомовному оточенні. Ці групи, як правило, швидко асимілювалися і переймали мову свого оточення, трохи змінюючи її в процесі.
Інша ідея полягає в тому, що до недавніх часів вживання кількох мов на Балканах було справою звичайною, і тому зміни в однієї мові швидко поширювались на сусідні. Ця ідея підтверджується тим, що найбільша кількість балканизмів спостерігається в мовах і діалектах регіонів, розташованих на кордонах мовних ареалів, де імовірність контактів між носіями різних мов є найвищою.

## Хронологія контактів
Імовірно що найдавніші контакти відбувались між прото-албанською і прото-румунською мовами (I—V сторіччя); це підтверджується наявністю у албанському словнику балкано-романських запозичень, а також румунськім субстратом, який містить слова відверто албанського походження.
З приводу контактної зони серед дослідників поки що немає згоди; різні теорії розташовують її від північної Албанії до Трансільванії. Усі діалекти румунської мови входять до складу мовного союзу, з чого можна зробити висновок, що контакти мали місце ще до їхнього формування.
Вторгнення до Балкан слов'ян у VII ст. призвело до значних переміщень населення по всьому регіону і започаткувало формування мовного союзу; основні його риси уже існували в XII ст., хоча в деяких місцях процес тривав до XVII ст.
Сербська мова, певне, була останньою, що приєдналася до союзу; це очевидно з меншої кількості спільних рис, більшість котрих спостерігається тільки у торлакійському діалекті, перехідному до болгарської мови; цей діалект, очевидно, сформувався досить пізно, вже після того, як мовний союз в основному склався.

## Риси і явища
У фонетиці балканським мовам властиві такі риси:
- близькість у такто-ритмічній організації мовлення
- екпіраторний наголос та відсутність розрізнення голосних за довготою-короткістю (крім сербської)
- наявність нейтрального голосного [ŭ] (графічно алб. ë, болг. ъ, рум. ă) (крім сербської та грецької)
- пом'якшення приголосних

Типологічна близькість балканських мов виділяється за такими рисами:
- збіг родового та давального відмінків
- категорії означеності/неозначеності
- постпозитивний артикль (у вигляді суфікса): рум. lup-ul, болг. вълк-ът «вовк» (крім сербської та грецької)
- аналітичне утворення ступінів порівняння прикметників
- утворення числівників від 11 до 19 за локативним типом (порівняймо болг. един-на-десет, рум. un-spre-zece) (крім грецької)
- аналітичне утворення майбутнього часу за допомогою форми 3-ї особи однини дієслова «хотіти» та особової форми (болг. ще, макед. ќе, серб. ће, грец. θα)
- втрата інфінітиву, який замінено підрядними реченнями (болг. искам да ям «я хочу їсти», серб. хоћу да jедем, грец. θέλω να φάγω (дослівно: «хочу щоб їм»)

У синтаксисі спільні риси такі:
- подвоєння об'єкта
- вживання коротких займенників, що не мають самостійного наголосу, а прилягають до дієслова (клітики) (болг. събуди ме [събудиме] в осем часа «збуди мене о восьмій годині», грец. μβορείτε να μου δώσετε φωτιά; [borite namuðosete fotça] «можете мені дати прикурити?»

Окрім спільних граматичних ознак, балканські мови мають значну кількість спільної лексики, яка походить з грецької, латинської, турецької та слов'янських мов.

### Відмінювання і відмінки
Кількість відмінків значно скорочена, деякі замінені прийменниковими конструкціями. Єдиний виняток — сербохорватська мова.
Балканська відмінна система складається з чотирьох відмінків:
- Nominative — називний відмінок,
- Accusative — знахідний відмінок (формувався за допомогою прийменника і називного відмінку),
- Dative/Genitive — давальний і родовий відмінки були поєднані,
- Vocative — кличний відмінок.

#### Синкретизм давального і родового відмінку
У балканських мовах давальний і родовий відмінки (чи відповідні прийменникові конструкції) злилися в одну форму.
Наприклад:
| Мова       | Давальний                                                                      | Родовий                     |
| ---------- | ------------------------------------------------------------------------------ | --------------------------- |
| Українська | Я дав книгу Марії.                                                             | Це книга Марії.             |
| Албанська  | Ia dhashë librin Marisë.                                                       | Është libri i Marisë.       |
| Болгарська | Дадох книгата на Мария                                                         | Книгата е на Мария;         |
| Румунська  | I-am dat cartea Mariei.                                                        | Este cartea Mariei.         |
| Macedonian | Ja дадов книгата на Марија.                                                    | Книгата е на Марија.        |
| Greek      | Έδωσα το βιβλίο στη Μαρία. у розмовній мові також: Έδωσα το βιβλίο της Μαρίας. | Είναι το βιβλίο της Μαρίας. |

#### Синкретизм місця і напрямку дії
| Мова       | «в Греції»  | «до Греції» |
| ---------- | ----------- | ----------- |
| Болгарська | в Гърция    | в Гърция    |
| Грецька    | στην Ελλάδα | στην Ελλάδα |
| Румунська  | în Grecia   | în Grecia   |

### Час дієслова

#### Формування майбутнього часу
Майбутній час дієслова формується в аналітичний спосіб за допомогою слова чи частки зі значенням «хотіти».
| Мова        | Варіант                        | Спосіб формування                                      | Зразок: «Я побачу»    |
| ----------- | ------------------------------ | ------------------------------------------------------ | --------------------- |
| Албанська   |                                | «do» (незмінне) + дієслово в умовному способі          | Do të shikoj          |
| Аромунська  |                                | «va» (незмінне) + дієслово в умовному способі          | Va s-ved              |
| Болгарська  |                                | «ще» (незмінне) + дієслово у теперішньому часі         | Ще видя               |
| Грецька     |                                | «Θα» (незмінне) + дієслово в умовному способі          | Θα δω                 |
| Македонська |                                | «ќе» (незмінне) + дієслово у теперішньому часі         | Ќе видам              |
| Сербська    | (літературна мова)             | «hteti» (особова форма) + інфінітив дієслова           | Ја ћу видети (видећу) |
| Сербська    | (розмовна мова)                | «hteti» (особова форма) + дієслово в умовному способі  | Ја ћу да видим        |
| Румунська   | (літературна мова)             | «a voi» (особова форма) + інфінітив дієслова           | Voi vedea             |
| Румунська   | (розмовна мова)                | «o» (незмінне) + дієслово в умовному способі           | O să văd              |
| Румунська   | (альтернативна розмовна форма) | «a avea» (особова форма) + дієслово в умовному способі | Am să văd             |
| Румунська   | (застаріла форма)              | «va» (незмінне) + дієслово в умовному способі          | Va să văd             |